# Диоцез Линкольна
Диоцез Линкольна — часть Провинции Кентербери (Церковь Англии).

## История и структура
Своё начало Диоцез берёт от диоцеза Линдина, основанного в 678 году, и с которым он связан непрерывной историей. В наши дни он сильно уменьшился в размерах, хотя когда-то и был самым большим диоцезом Европы. Границы Диоцеза изменились с 1072 года, когда он был основан Вильгельмом «Завоевателем», включая выделение Диоцеза Петербороу и Диоцеза Оксфорда в XVI веке, что оставило Диоцез Линкольна с двумя анклавами к северу и югу. В XIX веке южный анклав был перевед под юрисдикцию других диоцезов, в то время как на севере Диоцез Лейстера стал частью Петербороу (и позже — независимым).
Диоцез подразделен на 23 диаконства.
Два раза в месяц Диоцез выпускает газету Crosslincs.